# Вечканов Серафим Омелянович
Вечканов Серафим Омелянович (ерз. Вечкановонь Серафим, 6 серпня 1914 року, село Какіно, нині Великоаратської сільради Гагінського району Нижегородської області РФ — 20 жовтня 1965 року, місто Саранськ, Мордовська АРСР) — ерзянський поет і журналіст.

## Біографія
Народився в селянській сім'ї. Закінчивши в рідному селі початкову школу, в 1928 році вступив на навчання до Великоаратської школи селянської молоді, де вчилися діти-ерзяни. Потім закінчив крайові вчительські курси і працював учителем у сусідньому районі. У 1932 році Вечканов поступає на навчання на мордовське відділення літературного факультету Мордовського державний педагогічного інституту, але після 3-го курсу полишив навчання і став працювати літературним співробітником редакції газети «Ерзянь комуна».
У 1936 році призивається на дійсну військову службу в Червону армію. Служив на Далекому Сході, був літературним співробітником дивізіонної газети. Після демобілізації до 1941 року працює редактором Мордовського книжкового видавництва. Учасник Другої світової війни (військове звання — лейтенант), зокрема, оборони Ленінграда. З 1942 по 1944 рік Серафим Вечканов був заступником редактора газети «Сталінський прапор» окремої стрілецької бригади Білоруського фронту. У 1944 році через хворобу демобілізується з армії і повертається до Саранська, працює спочатку редактором видавництва, потім редактором журналу «Сурань толт» («Сурські вогні»), секретарем Спілки письменників Мордовської АРСР. З 1959 по 1964 рік — голова Спілки письменників Мордовії.
Член Спілки письменників СРСР з 1938 року.

## Творчість

Остання прижиттєва збірка віршів «Вечной тол» («Вічний вогонь»)

Перші вірші Вечканова були опубліковані в 1930 році у Лукоянівській районній газеті «Вейсэнь семиясо» («В сім'ї єдиній»), а з 1932 року вони вже систематично з'являлися в газеті «Ерзянь комуна» і журналі «Сятко» («Іскра»). До війни у нього вийшло дві поетичні збірки: «Моронть ушотксозо» («Початок пісні», 1933) і «Монь тештем» («Моя зоря», 1940). Вірші відмічені гострою соціальною спрямованістю і злободенністю.
У 1946 році Вечканов публікує збірку «Каштаз» («Вінок») куди увійшло 16 його віршів, написаних у роки війни. Поет їх сам назвав «репортерськими резюме». Вірші сповнені патріотичного і героїчного пафосу. Їх вирізняє стрункість композиції, оригінальність поетичних знахідок, новаторське використання уснопоетичних традицій. У його військових віршах є великий асоціативний підтекст. Оригінальним є, зокрема, вірш «Герой аля» («Герой»), в якому для відображення характеру воїна автор звертається до поетики народних балад, широко використовуючи її символіку і алегоричність.
Післявоєнна лірика Вечканова характеризується зростанням поетичної майстерності, тематичною різноманітністю, яскравістю образів, ідейною глибиною, про що свідчать збірки «Маней» («Сонечко», 1955), «Чипалы», («Горицвіт», 1961), «Вечной тол» («Вічний вогонь», 1964) на ерзянській мові, «Стихи» («Вірші», 1952) і «Солнышко» («Сонечко», 1960) російською мовою. Лірика поета відрізняється пафосом життєствердження, вірою в безмежні можливості людини, почуттям відповідальності за подальшу долю рідного народу, країни. Для ліричного героя Вечканова характерна віра в творчу силу людей праці.
Вечканов проявив себе не тільки як поет, а й як талановитий перекладач російської поезії на ерзянську мову. Його вірші видані в перекладі на російську, чуваську, марійську, естонську, угорську мови.

## Громадська діяльність, нагороди
Вечканов обирався делегатом XXII з'їзду КПРС, депутатом Верховної Ради Мордовської АРСР (1960—1964 роки). Заслужений працівник культури Мордовії. Член КПРС з 1943 року.